# Rockers Come East
A  Rockers Come East  egy dub lemez Augustus Pablótól-tól,  1987-ből.

## Számok
1. Sun Ray Dub
2. Jah D Special
3. Rockers Come East
4. Dubbing The Oppressors
5. Zion Seals Dub
6. Pablo Meets Phillip Smart
7. Progression Dub
8. Revelino Dub
9. Babylon Loosing Dub

## Felvételek
- Tuff Gong (Kingston, JA)
- HCF (New York, USA)
- Creative Sounds (Kingston, JA)

## Külső hivatkozások
- https://web.archive.org/web/20080607221846/http://www.roots-archives.com/release/683